# Volx
Volx település Franciaországban, Alpes-de-Haute-Provence megyében. Lakosainak száma 3227 fő (2022. január 1.). Volx Dauphin, Manosque, Saint-Maime, Valensole és Villeneuve községekkel határos.

## Népesség
A település népessége az elmúlt években az alábbi módon változott:
| Lakosok száma | 1902 | 2185 | 2516 | 2859 | 3125 | 3144 | 3171 | 3206 | 3212 | 3227 |
|               | 1968 | 1982 | 1990 | 2006 | 2013 | 2015 | 2017 | 2019 | 2020 | 2022 |